# Prems
Prems (ou Preums) est une interjection familière utilisée dans certains pays francophones pour signifier qu'on entend être le premier à s'arroger un objet ou à profiter d'un avantage.

## Utilisation
Elle fait partie de la culture enfantine, dans le sens où cette façon de faire connaître sa volonté est apprise très tôt par les enfants. C'est une forme de droit soumise à la règle du « premier arrivé, premier servi ». On l'utilise en général pour mettre en place un ordre de passage pour une activité appréciée mais qui ne peut se pratiquer que chacun à tour de rôle : jouer à un jeu, passer aux toilettes...

## Sur Internet
Dans les sites web permettant de laisser des commentaires, comme les blogs, certains utilisateurs essaient d'être le premier à en poster un en écrivant « prem's ». 

## Graphies
L'expression étant essentiellement orale, il est difficile de lui trouver une orthographe fixe : elle est parfois écrite « prem's », «preums», ou « preum's ».

## Étymologie
Il semble que les apocopes « preum », « pre », « preu » pour « premier » datent au moins du XIXe siècle, en argot, mais sans pour autant que leur utilisation ait déjà été liée à la règle du prems :
Il était le premier en dissertation, mon père n'était que le second, mais mon père redevenait le preu en vers latins (VALLÈS, J. Vingtras, Enf., 1879, p.274).
Il n'y a pas de danger qu'on le renvoie, lui le preu des tourneurs de la capitale (POULOT, Sublime, 1870, p.88).
Tiens! v'là l'bijoutier du n° 10 qui n's'embête pas, lui; il vous a loué tout son preu [premier étage] (H. MONNIER, Scènes populaires ds RIGAUD, Dict. arg. mod., 1881, p.313).
Le « s » ou « 's » final a peut-être été ajouté sous l'influence de l'anglais (cf. en argot « un diam's » pour un diamant, « ma cop's » pour ma copine, etc.)

## Équivalent dans d'autres langues
- En anglais, l'expression Dibs! est utilisée pour des usages similaires aux États-Unis. On trouve « Bagsy » ou « Bagsie » au Royaume-Uni et « Bags » en Nouvelle-Zélande et en Australie.
- En espagnol, l'équivalent est « prímer », qui est une apocope de « primero » (premier) ; on trouve aussi « segun » pour « segundo » (deuxième), « tércer » pour « tercero » (troisième), et « ulti » pour « último » (dernier).
- En Belgique, « Prems » se voit de plus en plus fréquemment supplanté par des synonymes issus de langues étrangères tels que « Dibs », « Shotgun ».

## Utilisation notable
- L'expression est utilisée dans le film 37°2 le matin (en 1986) par Betty, quand elle et Zorg repeignent les maisons. C'est elle qui finit la première sa part du travail ;
- En 2005, la SNCF a lancé une gamme tarifaire de billets de train appelée billets Prem's proposant des prix plus bas à condition de réserver longtemps à l'avance (il faut être le prems). Ces billets sont vendus exclusivement sur internet et ne sont ni échangeables ni remboursables ;
- La série télévisée The Big Bang Theory fait référence à la page Wikipedia de Prems dans l'épisode 14 de la saison 1, l'expression « dibs » est utilisée à de nombreuses reprises au début de l'épisode 17 de la saison 5. Ainsi que la série How I Met Your Mother dans épisode 1 de la saison 6.